# Володимиров, Николай Николаевич
Володимиров Николай Николаевич (19 апреля 1910, Санкт-Петербург, Российская империя — 2 июня 2006, Санкт-Петербург, Российская Федерация) — российский советский живописец, член Санкт-Петербургского Союза художников (до 1992 года — Ленинградской организации Союза художников РСФСР).

## Биография
Николай Николаевич Володимиров родился 19 апреля 1910 года в Санкт-Петербурге.
Занимался в студии АХР у Е. М. Чепцова, И. Г. Дроздова и А. Р. Эберлинга. В 1930 году поступил на живописный факультет Института пролетарского изобразительного искусства (с 1932 года — Ленинградского института живописи, скульптуры и архитектуры). С 1933 года занимался у Д. Кардовского и Н. Радлова. В 1937 году окончил институт по мастерской В. Шухаева с присвоением звания художника живописи. Дипломная работа — картина «Доярка».
В начале Великой Отечественной войны окончил курсы младших лейтенантов. В составе 125-й стрелковой дивизии воевал под Ленинградом. Командовал взводом. Был ранен. Награждён орденом Отечественной войны 2-й степени, медалями «За оборону Ленинграда», «За победу над Германией».
С 1940 года участвовал в выставках, экспонируя свои работы вместе с произведениями ведущих мастеров изобразительного искусства Ленинграда. Писал жанровые и исторические композиции, портреты, пейзажи. В 1946—1955 годах преподавал в Высшем художественно-промышленном училище имени В. И. Мухиной. Автор картин «Переправа в Невской Дубровке» (1942), «Подвиг 28 героев-панфиловцев» (1943), «За мир» (1951), «Портрет жены» (1952), «Девушка в клетчатом платке» (1953), «Камни на берегу» (1956), «Ленин в зелёном кабинете» (1960), «Их не надо знакомить» (1961), «Защитники Ленинграда на переправе у Невской Дубровки. 1941 год» (1964), «Юный художник» (1979), «Девушка в синем» (1980) и других.
Скончался 2 июня 2006 года в Санкт-Петербурге на 97-м году жизни. Похоронен на Смоленском православном кладбище.

## Выставки
Произведения Володимирова находятся в музеях и частных собраниях в России, Великобритании, США, Франции и других странах.
Более 30 его картин находятся в Финляндии.
- 1951 год (Ленинград): Выставка произведений ленинградских художников.
- 1954 год (Ленинград): Весенняя выставка произведений ленинградских художников.
- 1957 год (Ленинград): 1917—1957. Выставка произведений ленинградских художников.
- 1964 год (Ленинград): Ленинград. Зональная выставка.
- 1978 год (Ленинград): Осенняя выставка произведений ленинградских художников.
- 1984 год (Ленинград): Подвигу Ленинграда посвящается. Выставка произведений ленинградских художников, посвящённая 40-летию полного освобождения Ленинграда от вражеской блокады.
- Январь 1992 года (Париж): Выставка «Санкт-Петербургская школа».
- 1997 год (Санкт-Петербург): Связь времён. 1932—1997. Художники — члены Санкт-Петербургского Союза художников России.